# Perizoma aureoviridis
Perizoma aureoviridis är en fjärilsart som beskrevs av W. Warren 1904. Perizoma aureoviridis ingår i släktet Perizoma och familjen mätare. Inga underarter finns listade i Catalogue of Life.